# Clepsicosma iridia
Clepsicosma iridia là một loài bướm đêm trong họ Crambidae.